# Cephalaria kesruanica
Cephalaria kesruanica là một loài thực vật có hoa trong họ Kim ngân. Loài này được Mouterde mô tả khoa học đầu tiên năm 1973.